# Astacus astacus
Astacus astacus (Linnaeus, 1758) é uma espécie de crustáceo decápode da família dos astacídeos. Possui coloração avermelhada na parte inferior das pinças, encontrado no continente europeu, onde vive nos cursos de água límpidos, de fundo arenoso ou de cascalho miúdo. Também é conhecido pelo nome de lagosta-d'água-doce. 
Como todo crustáceo, possuem 5 pares de apêndices na cabeça. Dentre esses são 2 pares sensoriais, chamados de antênulas e antenas, e 3 pares partes do sistema digestório, que são mandíbulas, maxilas e segundas maxilas.